# قول اردوی ۲۰۵ اتل

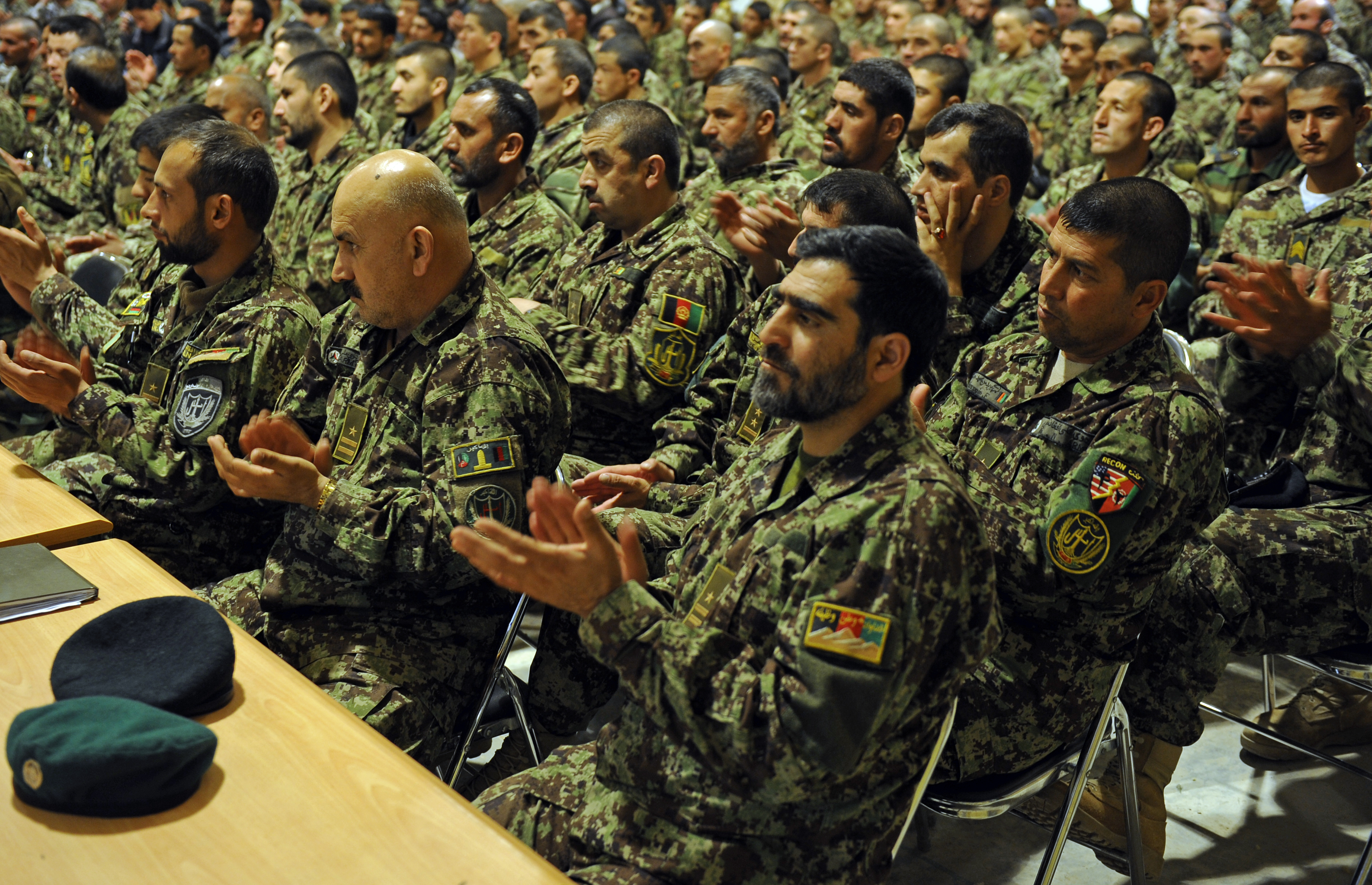
سربازان قول اردوی ۲۰۵ در ولایت زابل.

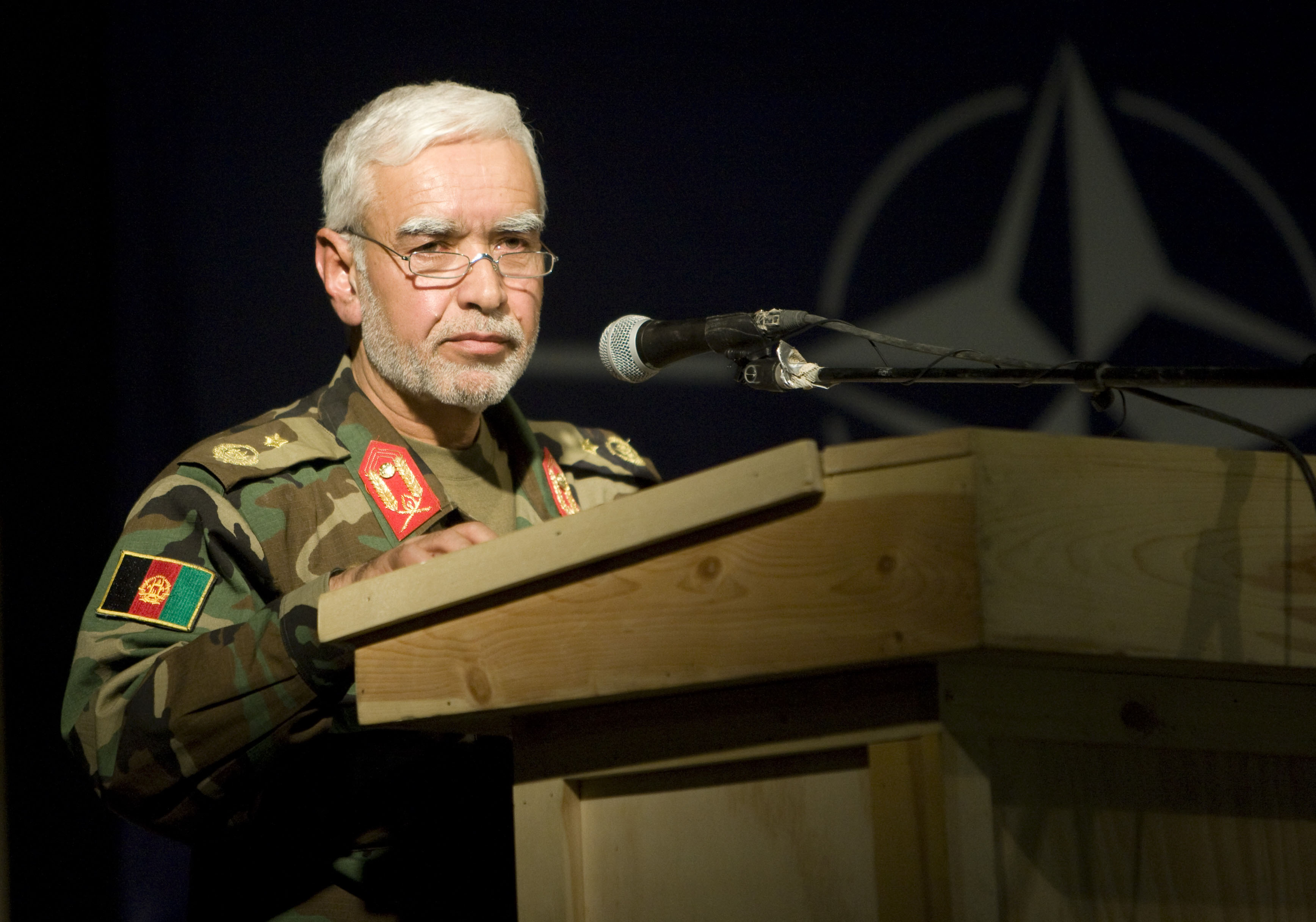
جنرال زازی، فرمانده قول اردوی ۲۰۵، ۲۰۰۹

قول اردوی ۲۰۵ اتل یا سپاه ۲۰۵ (اتل یعنی قهرمان) تشکیلاتی در سطح سپاه/قول اردو در اردوی ملی افغانستان می‌باشد که در سال ۲۰۰۴ ساخته شده‌است. در ۱ سپتامبر ۲۰۰۴، گل‌آغا نهیب به‌عنوان فرمانده قول اردو مقرر شد. این سپاه در ۱۹ سپتامبر ۲۰۰۴ رسماً در قندهار تأسیس شد. ستاد آن در قندهار است و مسئول دفاع از زون جنوب (ولایات قندهار، زابل، ارزگان، هلمند و نیمروز) است که با فرماندهی منطقه‌ای آیساف در جنوب همکاری می کند. این قول اردو اکنون توسط برید جنرال عبدالحمید (فرمانده سابق تیپ ۴ در ارزگان) هدایت می شود که به‌دنبال وی رحمت الله رئوفی و سپس جنرال شیرمحمد زازی، فرمانده قول اردو شد. در سپتامبر ۲۰۱۰ جنرال محمد ظفر خان به عنوان فرمانده قول اردو معرفی و منصوب گردید.